# صورة ضوئية

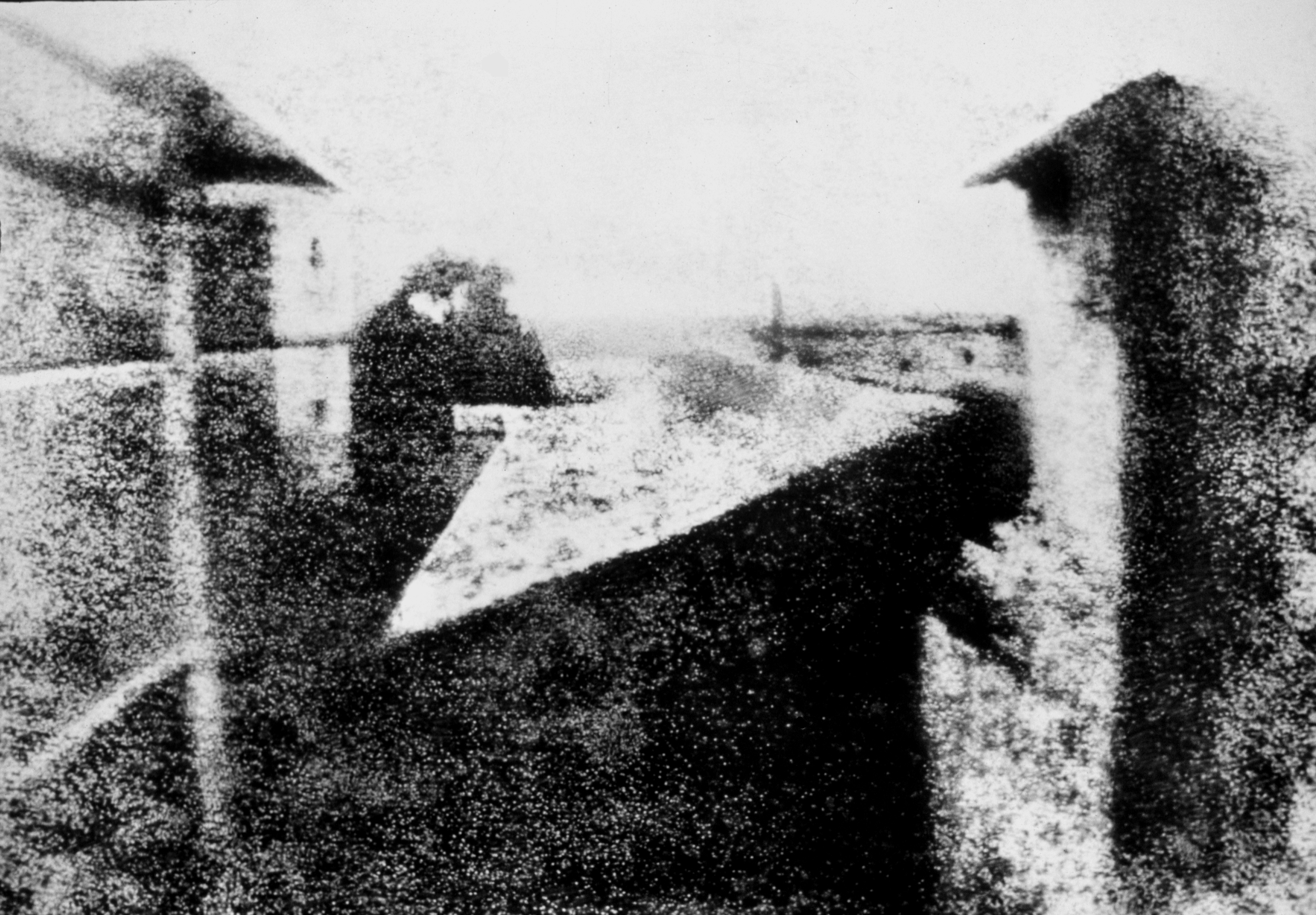
أول صورة ضوئية (ضوئية) ملتقطة، تعود إلى سنة 1826، وتحمل اسم "منظر من النافذة في لو غرا".

الصورة الضوئية أو الصورة الشمسية هي الصورة التي يحصل عليها من عملية التصوير الضوئي، وذلك بسقوط الضوء على سطح حساس للضوء.
بدأ ظهور فن التصوير الضوئي في القرن التاسع عشر، وكانت أول صورة ضوئية ملتقطة هي بعنوان منظر من النافذة في لو غرا وذلك للفرنسي نيسيفور نييبس سنة 1826.
كان جون هيرشل هو أول من أطلق اسم فوتوغراف على ذلك النوع من الصور، وذلك سنة 1839، وهو يعني «رسم بالضوء».